# 和田卓也
和田 卓也（わだ たくや、1961年12月28日 - ）は、日本の映画監督、TVディレクター、プロデューサー、アニメ監督、アニメーター、キャラクターデザイナー、SFXスーパーバイザー。株式会社メディアクルー・ジャパン代表取締役社長。アニメ・実写を問わず、映像企画制作、デザイン、作画監督など幅広く手がけている。

## 来歴
絵を描くことが好きだったことからアニメーターを志望。高校在学中に東京ムービーのスタッフから、当時『ルパン三世 カリオストロの城』の制作準備をしていた大塚康生と宮崎駿を紹介された。この大塚と宮崎に杉野昭夫を加えた3人に師事し、高校卒業後にアニメーションスタジオに入社して、本格的にアニメーターとして活動を開始。『ルパン三世 (TV第2シリーズ)』は、和田にとって研修と仕事を兼ねたものであった。『無敵ロボ トライダーG7』で原画デビュー。
その後はサンライズ第2スタジオに所属し、『戦闘メカ ザブングル』まではロボットアニメを担当。東京ムービーで『スペースコブラ』の原画を担当した後、20歳の時に『特装機兵ドルバック』で作画監督としてデビュー。
代々木アニメーション学院では25年にわたり非常勤講師を務めたほか、学院長を6年間務め、2006年3月をもって退任。2009年8月、映像制作会社として株式会社メディアクルー・ジャパン（MEDIA CREW JAPAN）を設立。
日本国外のアニメコンベンションなどのイベントにも参加歴があり、2015年にはフィリピンで開催の「ANIMAHENASYON」、2016年はフランスのマルセイユで開催された「Japan Expo Sud」の7回目ゲスト、2017年ではパリで開催された「Japan Expo アニメ100」、2019年はスイスのベリンツォーナで開催された「JAPAN MATSURI」、どのイベントもメインゲストとして招待されている。
一方、SFXの世界に魅了されてハリウッドに渡り、特殊メイクやSFXの技術を学んだ後、実写業界にも進んでいる。1994年に公開されたバンダイビジュアル製作のハリウッド映画『GUYVER DARK HERO』でメイキングビデオの監督を担当し、以後は映画『パラサイト・イヴ』『リング』『らせん』『リング2』『催眠』などでスペシャルメイクアップスーパーバイザーを担当。バンダイビジュアル製作によるSFXVシネマ『獣神サンダー・ライガー・怒りの雷鳴』、ギャガコミュニケーションズ製作『ドラゴン・ブルー』、声優陣が出演した『EAT&RUN』（宮村優子・愛河里花子主演）などの作品では監督を務める。
テレビ番組では『BLACK OUT』や『木曜の怪談』シリーズ、『世にも奇妙な物語』で、監督・特撮監督・SFXスーパーバイザーを務める。吉本興業と文化人タレント契約を結び、吉本興業、関西テレビ制作のテレビ番組でチーフディレクターを担当。CM監督も務める。
プロレス界でも、全日本プロレスや『グレート・ムタ』 『パワー・ウォーリアー』 『佐々木健介』 『大仁田厚』などといった人気選手のコスチューム・キャラクターデザイン・製作を手がけている。

## 人物
好きなアニメ作品に『ルパン三世』や『あしたのジョー2』、『スペースコブラ』を挙げている。
サウジアラビアの新聞社・アラブニュースの日本語版「アラブニュースジャパン」によるインタビューでは、アニメ業界に入った当時のことを次のように振り返っている。

またこのインタビューにおいて、アニメ作品の過去と現在の違いを問われた際に、次のように答えている。
今後作りたい作品については、上記の回答を踏まえたうえで、「夢があり、見る人に希望ややる気、憧れを抱かせるような作品を作っていきたい。」「技術面では、キャラクターデザインのタッチに勢いがあるなど、過去の良さを取り入れ、現代のデジタルアニメの背景よりも、ゲームの背景のように独特なものにしたい。単調なゲームの背景ではなく、アナログとデジタルの良さを組み合わせたアニメーション作品を作りたい。」としている。

## 参加作品

### テレビアニメ
1980年
- ルパン三世 (TV第2シリーズ)（動画）
- 無敵ロボ トライダーG7（原画）

1981年
- ゴールドライタン（動画作監）

1982年
- 戦闘メカ ザブングル（原画）

1983年
- スペースコブラ（原画）
- キャッツ・アイ（1983年 - 1984年、原画）
- 特装機兵ドルバック（1983年 - 1984年、作画監督）

1985年
- 北斗の拳（1985年 - 1986年、作画監督）

1986年
- マシンロボ クロノスの大逆襲（1986年 - 1987年、作画監督）

2007年
- シャイニング・ティアーズ・クロス・ウィンド（演出・作画監督）
- 鋼鉄三国志（作画監督）

2009年
- 天体戦士サンレッド （演出・作画監督）

2011年
- トリコ（絵コンテ）

2018年
- メガロボクス（演出・作画監督）
- 信長の忍び～姉川・石山篇～（演出・作画監督）
- 『カードファイト!! ヴァンガード』中学生編・高校生編（作画監督）
- イナズマイレブン オリオンの刻印（2018年 - 2019年、演出・作画監督）

2021年
- 新幹線変形ロボ シンカリオンZ（作画監督）

2022年
- はなかっぱ（演出・作画監督）

2023年
- MIX MEISEI STORY 2ND SEASON 〜二度目の夏、空の向こうへ〜（演出・作画監督）

2025年
- 彼女、お借りします（プロップデザイン・作画監督・原画・第4期OP原画）

### OVA
1985年
- 幻夢戦記レダ（原画）

1988年
- バイオレンスジャック 地獄街（キャラクターデザイン・作画監督）※成人指定作品

1989年
- 機動警察パトレイバー（作画監督）
- 孔雀王2 幻影城（モンスターデザイン・作画監督）
- バイオレンスジャック ヘルスウインド編（監督・脚本・キャラクターデザイン・ストーリーボード・作画監督）

### 劇場アニメ
- アシュラ（2012年、絵コンテ）
- ルパン三世VS名探偵コナン THE MOVIE（2013年、作画監督）

### テレビドラマ
- 世にも奇妙な物語シリーズ
- BLACK OUT（1995年 - 1996年、SFXスーパーバイザー）
- 木曜の怪談シリーズ
- サイボーグ（1996年、演出）[注 2]
- スマートモンスターズ（1998年）

### 映画
- GUYVER DARK HERO（1994年）
- 獣神サンダー・ライガー 怒りの雷鳴（1995年、原案・監督・脚本）
- 妖獣伝説 ドラゴンブルー（1996年、監督）[6]
- パラサイト・イヴ（1997年、スペシャルエフェクトスーパーバイザー）
- リング（1998年、特殊メイクコーディネート）
- らせん（1998年、特殊メイクコーディネート）
- リング2（1999年、スペシャル・メイクアップ・スーパーバイザー）
- 催眠（1999年）
- 発狂する唇（2000年）
- EAT&RUN（2001年、監督）

### ライブ
- B'z LIVEGYMツアー＆「LOVE PHANTOM」[注 3]

### その他
デビルマン 魔界への誘い（光武酒造場とのコラボ）
2018年に佐賀県鹿島市の酒蔵「光武酒造場」が発売。永井豪の画業50周年を記念したコラボ企画として、光武酒造場のメインブランドである黒麹芋焼酎「魔界への誘い」を2年間かめ壺で熟成させ、そのボトルに和田がデビルマンを描いた。光武酒造場の光武博之社長と和田が同級生で、光武社長が永井と『デビルマン』のファンだということから企画が動き出し、『キューティーハニー』が描かれたラベルをまとった梅酒「はちみつ梅酒 キューティーハニー」と、和田によるデビルマンが描かれた黒麹芋焼酎「デビルマン 魔界への誘い」を発売するに至った。